# Markus Merk
Markus Merk, nemški zobozdravnik in nogometni sodnik, * 15. marec, 1962, Kaiserslautern.
Kot sodnik FIFE je sodil od leta 1992 do 2007. V letih 2004, 2005 in 2007 je bil izbran za najboljšega nogometnega sodnika na svetu.

## Statistika za nemškoBundesligo
- 1988/89 7 tekem 15 rumenih kartonov (povprečno 2,14/tekmo) 0 rdečih kartonov
- 1989/90 8 tekem 24 rumenih kartonov (povprečno 2,00) 2 rdeča kartona
- 1990/91 9 tekem 30 rumenih kartonov (povprečno 3,33) 1 rdeči karton
- 1991/92 13 tekem 46 rumenih kartonov (povprečno 3,54) 3 rdeči kartoni
- 1992/93 11 tekem 40 rumenih kartonov (povprečno 3,64) 6 rdečih kartonov
- 1993/94 11 tekem 42 rumenih kartonov (povprečno 3,82) 6 rdečih kartonov
- 1994/95 13 tekem 58 rumenih kartonov (povprečno 4,46) 8 rdečih kartonov
- 1995/96 13 tekem 58 rumenih kartonov (povprečno 4,46) 3 rdeči kartoni
- 1996/97 18 tekem 84 rumenih kartonov (povprečno 4,67) 6 rdečih kartonov
- 1997/98 18 tekem 70 rumenih kartonov (povprečno 3,89) 5 rdečih kartonov
- 1998/99 17 tekem 65 rumenih kartonov (povprečno 3,82) 1 rdeči karton
- 1999/00 20 tekem 70 rumenih kartonov (povprečno 3,5) 3 rdeči kartoni
- 2000/01 22 tekem 91 rumenih kartonov (povprečno 4,55) 5 rdečih kartonov
- 2001/02 17 tekem 75 rumenih kartonov (povprečno 4,41) 5 rdečih kartonov
- 2002/03 22 tekem 81 rumenih kartonov (povprečno 3,68) 4 rdeči kartoni
- 2003/04 24 tekem 101 rumeni karton (povprečno 4,21) 8 rdečih kartonov
- 2004/05 22 tekem 75 rumenih kartonov (povprečno 3,41) 3 rdeči kartoni
- 2005/06 25 tekem 108 rumenih kartonov (povprečno 4,32) 6 rdečih kartonov
- 2006/07 24 tekem 63 rumenih kartonov (povprečno 2,63) 0 rdečih kartonov